# 水田三喜男
水田三喜男（1905年4月13日—1976年12月22日），日本政治人物、教育家，城西大學的創辦人，曾擔任自由民主黨政務調查會會長和大藏大臣。女兒是知名詩人和英美文學者水田宗子。